# تلیر
تلیر یا تیلیر (به نورس باستان: Þilir؛ بوکمل teler؛ نروژی نو: telar) یک قبیله ژرمن شمالی بودند که در منطقه ای که اکنون به عنوان Telemark بالا در نروژ امروزی در دوره مهاجرت‌ها و عصر وایکینگ‌ها شناخته می‌شود ساکن بودند. منطقه تلمارک، که در ابتدا فقط به آن تلمارک بالا گفته می‌شد، به نام آنها نامگذاری شد و به معنای «نشان تلیر» است. تلیر در حماسه هارالد فیرهیر توسط اسنوری استورلوسون به عنوان یکی از قبایلی که در نبرد هافرسفورد با هارالد فیرهیر جنگیدند ذکر شده‌است.